# Cryptocephalus janthinus
Cryptocephalus janthinus là một loài bọ cánh cứng trong họ Chrysomelidae. Loài này được Germar miêu tả khoa học năm 1824.